# Санта-Коломба-де-лас-Монхас
Санта-Коломба-де-лас-Монхас (ісп. Santa Colomba de las Monjas) — муніципалітет в Іспанії, у складі автономної спільноти Кастилія-і-Леон, у провінції Самора. Населення — 300 осіб (2010).
Муніципалітет розташований на відстані близько 240 км на північний захід від Мадрида, 50 км на північ від Самори.

## Демографія
Динаміка населення (INE ):